# Ракетный удар по Севастопольскому морскому заводу 13 сентября 2023 года
Атака на Севастопольский морской завод произошла в ночь на 13 сентября 2023 года. Севастопольский морской завод Россия использовала для ремонта и строительства кораблей своего Черноморского флота.
В результате атаки были повреждены дизель-электрическая подлодка Б-237 «Ростов-на-Дону» и большой десантный корабль «Минск». Согласно российским официальным данным, от атаки пострадало 24 человека, по неофиальным данным погибло двое человек. По словам украинских военных, удар был нанесен ракетами Storm Shadow.
Данный удар стал крупнейшей украинской атакой на Севастополь с начала полномасштабного российского вторжения в Украину. Журналисты отмечали, что хотя в ходе полномасштабного вторжения Украине удалось повредить или уничтожить ряд российских кораблей, включая флагман Черноморского флота крейсер «Москва», однако эта атака стала первой, в ходе которой удалось серьезно повредить подводную лодку.

## Предыстория
Севастопольский морской завод был основан одновременно с самим Севастополем в 1783 году. С тех пор он  был главной площадкой для ремонта  и строительства кораблей Черноморского флота. 
В 2014 году Россия аннексировала Крым. Во время вторжения России в Украину Крым стал стратегически важным логичестическим центром для российских вооруженных сил. Начиная с августа 2022 года Крым и Севастополь регулярно атаковали украинские беспилотники.

## Ход событий
Глава администрации аннексированного Севастополя Михаил Развозжаев заявлял, что украинская атака на Севастополь началась около 4.00 по местному времени. Пользователи  социальных сетей выложили видео, на которых было видно три взрыва на территории Севастопольского морского завода. 
Минобороны РФ заявило, что ВСУ атаковали сухие доки Севастопольского морского завода с использованием трех морских дронов и десяти крылатых ракет. Россия заявила, что российская ПВО сумела сбить  семь ракет, а патрульный корабль «Василий Быков» уничтожил все морские дроны. Однако вследствие атаки на территории завода прозвучало несколько взрывов и там возник пожар. По словам представителя украинского ГУР Андрея Юсов, в результате атаки были повреждены российские корабль и подлодка, а также оборудование судоремонтного завода. Командующий воздушными силами ВСУ Николай Олещук в своем официальном телеграм-канале сообщил, что удар совершила украинская авиация. Журналисты отмечали, что Украина использовала модернизированные Су-24 для атак крылатыми ракетами Storm Shadow.
В результате атаки повреждения получили большой десантный корабль «Минск» и дизельная подводная лодка «Ростов-на-Дону». По оценкам OSINT-проекта Oryx, оба корабля получили повреждения, делающие невозможным их восстановление. Минимум четверо членов экипажа подводной лодки погибли.  
Украинские СМИ называли подлодку Б-237 «Ростов-на-Дону» в числе тех, которые нанесли удар по Виннице 14 июля 2022 года.
После этой атаки Россия перевела три своих больших десантных корабля  из Черного в Азовское море. 
Этой же ночью Россия нанесла удары по Одессе и дунайским портам Одесской области.

## Оценки
Российский военный анонимно сообщил журналистам Новой газеты: «Насколько можно судить, мы наблюдаем одну из самых сложных операций за всю историю войны». По его мнению, украинским силам для такой атаки было необходимо задействовать сразу 10 самолетов, что для ВВС Украины должно было быть непростой задачей. Он считал, что повреждение БДК «Минск» и подлодки «Ростов-на-Дону» не слишком скажется на боеспособности российского Черноморского флота, однако он назвал важным сам факт того, что Украина стала способна проводить такие крупные атаки. Он предположил, что в случае получения украинскими силами ракет ATACMS атаки на Крым и Севастополь станут регулярными и России придется убрать свои корабли из крымского региона.